# Sites à Anchusa crispa de l'embouchure du Rizzanese et d'Olmeto
Sites à Anchusa crispa de l'embouchure du Rizzanese et d'Olmeto este o arie protejată (sit de importanță comunitară — SCI) din Franța întinsă pe o suprafață de 72,4 ha, integral pe uscat.

## Localizare
Centrul sitului Sites à Anchusa crispa de l'embouchure du Rizzanese et d'Olmeto este situat la coordonatele 41°39′28″N 8°52′53″E / 41.65778°N 8.88139°E.

## Înființare
Situl Sites à Anchusa crispa de l'embouchure du Rizzanese et d'Olmeto a fost declarat arie specială de conservare în baza directivei 92/43 din 1992 referitoare la conservarea habitatelor naturale și a faunei și florei sălbatice pentru a proteja 1 specie de plante și 6 specii de animale.

## Biodiversitate
Situată în ecoregiunea mediteraneană, aria protejată conține 11 habitate naturale: Galerii de Salix alba și de Populus alba, Dune mobile cu vegetație embrionară, Vegetație anuală la limita mareei, Dune de coastă cu Juniperus spp., Păduri de Olea și Ceratonia, Dune mobile de-a lungul țărmului cu Ammophila arenaria („dune albe”), Formațiuni scunde de Euphorbia în apropierea falezelor, Dune de pe litoral fixate cu Crucianellion maritimae, Galerii și tufărișuri riverane sudice (Nerio-Tamaricetea și Securinegion tinctoriae), Dune cu vegetație ierboasă Malcolmietalia, Pajiști umede mediteraneene cu ierburi înalte de Molinio-Holoschoenion.
La baza desemnării sitului se află mai multe specii protejate:
- plante (1): Anchusa crispa
- amfibieni (1): Discoglossus sardus
- mamifere (1): liliacul mic cu potcoavă (Rhinolophus hipposideros)
- nevertebrate (2): croitorul mare al stejarului (Cerambyx cerdo), Papilio hospiton
- reptile (2): țestoasa de baltă (Emys orbicularis), țestoasă bănățeană (Testudo hermanni)

Pe lângă speciile protejate, pe teritoriul sitului au mai fost identificate 4 specii de plante, 2 specii de amfibieni, 6 specii de mamifere, 2 specii de nevertebrate, 5 specii de reptile.